# Amphinemura hamiornata
Amphinemura hamiornata är en bäcksländeart som beskrevs av Li, W. och Ding Yang 2008. Amphinemura hamiornata ingår i släktet Amphinemura och familjen kryssbäcksländor. Inga underarter finns listade i Catalogue of Life.